# Prosperity (Wirginia Zachodnia)
Prosperity – jednostka osadnicza w Stanach Zjednoczonych, w stanie Wirginia Zachodnia, w hrabstwie Raleigh.